# Pars pro toto
Pars pro toto (latin: en del i stedet for helheden ell. delen lig helheden) hentyder til, at man i stedet for helheden (toto, ablativ (styret af pro) af totus), hæfter sig ved et mindre delelement (pars). Fx England i stedet for Det Forenede Kongerige og Holland i stedet for Nederlandene, samt hollandsk i stedet for nederlandsk.
I religion bruges begrebet til at beskrive, hvordan en enkelt del er det samme som det hele. Begrebet hører under det, der kaldes for primitiv naturforståelse. Ideen er, at et menneskes mana gennemstrømmer ham og alt hvad han ejer. Dvs. at hans navn, skygge, hår, negle osv. alt sammen er en del af helheden, en del af en selv og derfor skal han passe på at de forkerte ikke får fat i disse ting.
Brugt som stilfigur kaldes fænomenet en synekdoke.